# Fábio Ferreira
 (décembre 2018).
Si vous disposez d'ouvrages ou d'articles de référence ou si vous connaissez des sites web de qualité traitant du thème abordé ici, merci de compléter l'article en donnant les références utiles à sa vérifiabilité et en les liant à la section « Notes et références ».
Fábio Miguel Lourenço Ferreira (prononciation portugaise :[ˈfabju fɨˈʁɐjɾɐ] ; né le 3 mai 1989) est un footballeur professionnel portugais qui joue pour le club australien Perth Glory FC principalement comme ailier droit mais aussi comme milieu offensif.
Adolescent, il est inscrit au Sporting Clube du Portugal et à Chelsea et ne joue que dans les ligues inférieures en Angleterre et au Portugal. En 2012, il déménage en Australie, où il représente les clubs d'Adelaide United, des Central Coast Mariners, du Sydney FC et du Perth Glory.

## Carrière de footballeur

### Ses premières années / Chelsea
Né à Barreiro, Setúbal, Ferreira rejoint le système des jeunes du Sporting Clube du Portugal en 2002, à 13 ans. Le 6 janvier 2005, le club de Lisbonne aurait déposé plainte contre lui auprès de la FIFA et aussi deux autres joueurs qui se sont entraînés avec Chelsea sans autorisation. Toutefois, durant l'été, il fait tout de même son entrée dans le club anglais.
La saison suivante, Ferreira devient professionnel et signe un contrat avec les Blues. Au cours de la saison 2007-2008, il fait douze apparitions avec la réserve, marquant huit buts.
Le 20 janvier 2009, Ferreira est prêté à Oldham Athletic, l'équipe de League One, troisième niveau professionnel en Angleterre, pour un mois, avant d'être prolongé d'un mois le 23 mars. Le lendemain de la prolongation du prêt, il fait ses débuts professionnels lors d'un match nul 1 à 1 contre Cheltenham Town à Whaddon Road, où il remplace Deane Smalley à la 66e minute : quelques minutes après son arrivée sur le terrain, il a failli marquer d'un but de la tête.
Libéré par Chelsea lors de l'été 2009, Ferreira fait un essai au sein de l'équipe de Ligue 2 de Gillingham, test qui s'avère non concluant. Il poursuit alors sa carrière dans la troisième division portugaise.

### Adelaide United
En février 2012, Ferreira signe pour le Dulwich Hill FC en Australie. Il marque deux buts lors de ses débuts en Premier League nationale NSW 2, championnat semi-professionnel de Nouvelle-Galles du Sud, le 24 mars. 
Après être devenu l'un des joueurs clés de son équipe, Ferreira fait un essai avec le club de A-League d'Adélaïde United FC, qui lui ensuite propose un contrat. Le 6 août 2012, il annonce qu'il va signer, et s'engage pour un an à la fin du mois.
Ferreira inscrit son premier but en championnat le 23 novembre 2012, en s'imposant 2 à 1 à l'extérieur face au Sydney FC - il ouvre le score à la 20e minute par une frappe puissante dans le coin gauche du filet, tirant du coin droit de la surface. Deux semaines plus tard, il marque le deuxième but de son équipe lors d'un derby remporté 4 à 2 contre Melbourne Victory FC au stade Hindmarsh.
Le 14 décembre 2012, Ferreira signe une prolongation de deux ans avec Adelaide United.

### Central Coast Mariners
Le 27 janvier 2015, le club Adelaide United annonce qu'il a accepté de résilier le contrat de Ferreira avec effet immédiat. Le même jour, il rejoint le Central Coast Mariners FC, club de Gosford, pendant deux ans et demi. Le 13 février, il fait ses débuts avec ce dernier, en s'inclinant 0 à 2 à domicile face au Brisbane Roar FC, avant de marquer son premier but une semaine plus tard contre Sydney, aidant l'équipe à prendre la tête après un but de retard, jusqu'à sa défaite 2 à 4 au Sydney Football Stadium. Il termine sa première saison à Gosford avec trois buts en neuf matches, dont un le 7 mars, lorsqu'il termine le coup franc d'Isaka Cernak pour le seul but à domicile contre Melbourne City FC.
Ferreira inscrit deux buts lors du premier match de la saison 2015-2016 de Central Coast, ce qui leur permet de s'imposer 3 à 2 à domicile contre Perth Glory FC le 10 octobre. Le 21 février, il est expulsé à Melbourne City lors d'une défaite 1 à 4.
En avril 2017, il est annoncé que Ferreira quittait les Mariners pour signer avec un club en Malaisie.

### Sydney FC
À l'issue d'un procès, Ferreira signe un accord à court terme avec le Sydney FC le 2 février 2018. À la fin de la saison, étant considéré comme excédentaire par rapport aux besoins, on ne lui offre pas de prolongation.

### Perth Glory
Le 10 juillet 2018, Ferreira rejoint Perth Glory.

## Palmarès
Adelaide United
- Coupe d'Australie (FFA Cup) : 2014

Sydney FC
- Championnat d'Australie (A-League) : 2017-2018